# La Rage de tuer
Pour plus de détails, voir Fiche technique et Distribution.
La Rage de tuer (Traficantes de pánico) est un film mexicain de René Cardona Jr. sorti en 1980.

## Fiche technique
- Titre original espagnol : Traficantes de pánico
- Titre français : La Rage de tuer ou Les Otages en péril[1]
- Réalisation : René Cardona Jr.
- Scénario : René Cardona Jr., Santiago Moncada et Carlos Valdemar
- Photographie : Leopoldo Villaseñor
- Montage : Alfredo Rosas Priego
- Musique : Manuel De Sica
- Production : Herald Films, Lotus Films et Productora Filmica Real
- Pays d'origine :  Mexique (coproduction avec l' Espagne et l' Italie)
- Langue : anglais
- Format : Couleurs, son mono
- Genre : film d'action, thriller
- Durée : 93 minutes
- Classifications :  France : 12  •  Espagne : 18  •  Royaume-Uni : 18
- Dates de sortie : 
  - Italie 8 août 1980
  - Mexique 14 août 1980
  - France 5 juin 1985[1]

## Distribution
- Stuart Whitman : L'inspecteur
- Antonella Interlenghi : Lisa
- Marisa Mell : Kim Lombard
- Hugo Stiglitz : Le capitaine Sylvester
- Francisco Rabal : William Lombard
- Gianni Macchia : Franco
- Mario Almada : Pedro
- Sonia Viviani : Laura
- Victoria Vera : Paca
- Fernando Almada : Carlos
- Tito Bonilla : Ricardo
- Robert Schlosser : Le sergent Benitez
- Edith González : Jessica
- Michelle Wagner : Maria
- Moraima Piccolo : Sandra
- Guillermo Ferrán : Gonzalez
- Adalberto Arvizu : Le docteur
- Corali Betancourt : Le professeur
- Miguel Ángel Gómez : Ernesto
- Orlando Urdaneta